# Armando Lombardi

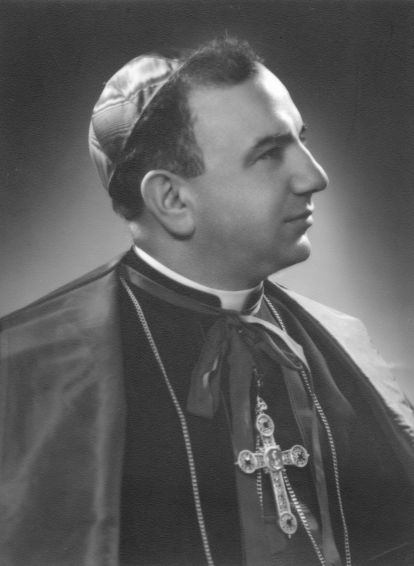
Armando Lombardi

Armando Lombardi (* 12. Mai 1905 in Cercepiccola, Provinz Campobasso, Italien; † 4. Mai 1964) war ein römisch-katholischer Erzbischof und Diplomat des Heiligen Stuhls.

## Leben
Armando Lombardi empfing am 22. Juli 1928 das Sakrament der Priesterweihe.
Am 13. Februar 1950 ernannte ihn Papst Pius XII. zum Titularerzbischof von Caesarea Philippi und bestellte ihn zum Apostolischen Nuntius in Venezuela. Der Apostolische Internuntius in Luxemburg, Clemente Kardinal Micara, spendete ihm am 16. April desselben Jahres die Bischofsweihe; Mitkonsekratoren waren der Apostolische Nuntius in der Schweiz, Erzbischof Filippo Bernardini, und der Bischof von Boiano-Campobasso, Alberto Carinci.
Am 24. September 1954 wurde Armando Lombardi Apostolischer Nuntius in Brasilien.
Armando Lombardi nahm an der ersten und zweiten Sitzungsperiode des Zweiten Vatikanischen Konzils teil.